# Lily Rabe
Pour les articles homonymes, voir Rabe.
 (novembre 2012).
Si vous disposez d'ouvrages ou d'articles de référence ou si vous connaissez des sites web de qualité traitant du thème abordé ici, merci de compléter l'article en donnant les références utiles à sa vérifiabilité et en les liant à la section « Notes et références ».
Lily Rabe, née le 29 juin 1982 à New York, est une actrice américaine.
Elle devient célèbre pour ses multiples rôles dans l'anthologie American Horror Story et pour son rôle de Claire Bennigan dans la série télévisée The Whispers.
Plus récemment, on peut également la retrouver dans le rôle principal d'Emma Hall dans la série Tell Me Your Secrets sur  Prime Vidéo ainsi que dans la série thriller The Undoing.
Elle est également présente au cinéma, elle joue dans La Fracture, Le Goût de la vie ou encore Love and Secrets. En 2021, elle tourne pour George Clooney dans son film The Tender Bar.

## Biographie
Rabe est née de l'union de l'actrice Jill Clayburgh et du dramaturge David Rabe à New York, dans le quartier d'Upper West Side.   
Elle a étudié à la Hotchkiss School (à Lakeville) et à l'université Northwestern.  
Elle est en couple avec l'acteur Hamish Linklater depuis 2014. En décembre 2016, ils annoncent attendre leur premier enfant via un cliché posté sur les réseaux sociaux, il s'agit du deuxième pour Hamish.

## Filmographie

### Cinéma

#### Actrice
- 2001 : Never Again d'Eric Schaeffer (en) : Tess
- 2003 : Le Sourire de Mona Lisa : une étudiante en histoire de l'art
- 2006 : Un crime : Sophie
- 2007 : Le Goût de la vie : Bernadette
- 2008 : Panique à Hollywood : Dawn
- 2008 : The Toe Tactic : Mona Peek
- 2010 : Weakness : Katharine Browne
- 2010 : Love and Secrets : Deborah Lehrman
- 2011 : Letters from the Big Man : Sarah
- 2012 : Redemption Trail : Anna
- 2013 : Aftermath : Samantha
- 2014 : Le Prodige : Joan Fischer
- 2016 : The Veil de Phil Joanou : Sara Hope
- 2016 : Miss Stevens : Miss Stevens
- 2017 : Golden Exits : Sam
- 2017 : Finding Steve McQueen : Sharon Price
- 2018 : Vice d'Adam McKay : Liz Cheney
- 2019 : La Fracture (Fractured)  de Brad Anderson : Joanne Monroe
- 2021 : The Tender Bar de George Clooney : Dorothy Moehringer

#### Réalisatrice
- 2023 : Downtown Owl (co-réalisé avec Hamish Linklater)

### Télévision
- 2005 : New York, section criminelle : Siena Boatman (saison 5, épisode 9)
- 2006 : New York, unité spéciale : Nikki West (saison 8, épisode 3)
- 2008 : Nip/Tuck : Lanie Ainge (1 épisode)
- 2008 : Médium : Joanna Wheeler (2 épisodes)
- 2009 : The Last of Ninth : Mary Byrne
- 2010 : Saving Grace : Sarah Cullen (1 épisode)
- 2010 : New York, police judiciaire : Andrea Wheaton (1 épisode)
- 2011-2015 : The Good Wife : Petra Moritz (3 épisodes)
- 2011 : Exit Strategy : Natalie Clayton (1 épisode)
- 2011 : American Horror Story : Murder House : Nora Montgomery (7 épisodes)
- 2012 - 2013 : American Horror Story : Asylum : Sœur Mary Eunice McKee (10 épisodes)
- 2013 - 2014 : American Horror Story : Coven : Misty Day (10 épisodes)
- 2014 : American Horror Story : Freak Show : Sœur Mary Eunice McKee (1 épisode)
- 2015 : The Whispers : Claire Bennigan (13 épisodes)
- 2015 : The Walker : Sarah (1 épisode)
- 2015 - 2016 : American Horror Story : Hotel : Aileen Wuornos (2 épisodes)
- 2016 : American Horror Story: Roanoke : Shelby Miller (10 épisodes)
- 2017 : The Wizard of Lies (téléfilm) de Barry Levinson : Catherine Hooper
- 2018 :  American Horror Story: Apocalypse : Misty Day (2 épisodes)
- 2019 :  American Horror Story: 1984 : Lavinia Richter (3 épisodes)
- 2020 : The Undoing : Sylvia Steineitz
- 2021 : Tell Me Your Secrets : Emma Hall (10 épisodes)
- 2021 : American Horror Story: Double Feature : Doris Gardner (première partie - 4 épisodes) / Amelia Earhart (deuxième partie - 2 épisodes)
- 2021 : Underground Railroad : Ethel (2 épisodes)
- 2022 : The First Lady : Lorena A. Hickok (5 épisodes)
- 2022 : Love and Death : Betty Gore
- 2023 : Shrinking : Meg (3 épisodes)
- 2024 : Présumé innocent : Dr. Liz Rush

## Voix francophones
En France
| - Anne Dolan dans : - American Horror Story (série télévisée) - Tell Me Your Secrets (série télévisée) - The Great Lillian Hall (en) - Hélène Bizot dans : - The Whispers (série télévisée) - Le Bar de la Tendresse - Love and Death (mini-série) - Agathe Schumacher dans : - Un crime - Le Goût de la vie - Juliette Poissonnier dans (les séries télévisées) : - Shrinking - Présumé innocent | Et aussi - Jessica Barrier dans Panique à Hollywood - Barbara Kelsch dans Médium (série télévisée) - Marcha van Boven dans Love and Secrets - Armelle Gallaud dans The Good Wife (série télévisée) - Rebecca Benhamour dans Le Prodige - Émilie Rault dans The Wizard of Lies (téléfilm) - Marianne Leroux dans La Fracture - Sophie Riffont dans The Undoing (mini-série) - Antonella Colapietro dans The First Lady (mini-série) |

Au Québec
Note : la liste indique les titres québécois.
- Éveline Gélinas dans : 
  - Table pour trois
  - Toutes bonnes choses

Et aussi
- Mélanie Laberge dans Qu'est-ce qui m'arrive ?

## Crédits
- (en) Cet article est partiellement ou en totalité issu de l’article de Wikipédia en anglais intitulé « Lily Rabe » (voir la liste des auteurs).